# جورج إتش غوثري
جورج إتش غوثري (بالإنجليزية: George H. Guthrie)‏ هو أكاديمي أمريكي، ولد في 24 يوليو 1959.